# Ponta (voleibol)

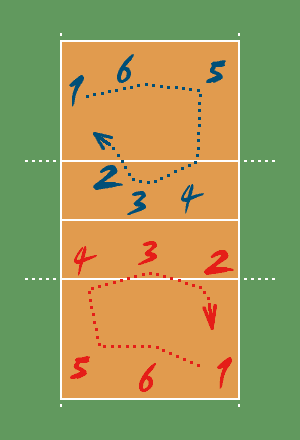
Posições na quadra de voleibol

O atacante de ponta (também chamado de ponteiro) é uma posição do voleibol. É considerado o papel mais difícil de todos em uma equipe porque exige que o jogador seja apto a recepcionar, defender (mesmo quando ele está na zona de ataque, posições 2, 3 e 4) e atacar. Por isso é necessário desempenho básico completo.

## Posição e seus requisitos
Normalmente os pontas tendem a se destacar em apenas uma das duas tarefas principais que foram nomeados (para o ataque e recepção). Uma vez que são raros os jogadores com grande eficácia tanto no ataque quanto na recepção, os treinadores geralmente preferem em quadra um ponta "especializado" na recepção (chamado de ponta-passador) e um especialista em ataque (o ponta-atacante). Soluções diferentes criariam um desequilíbrio no jogo e atrapalharia as táticas de uma equipe. Um exemplo bastante eloquente a este respeito é a coexistência rara seleção italiana de Alberto Cisolla e Hristo Zlatanov, especializados no fundamento de ataque. Se fossem escalados ao mesmo tempo certamente aumentaria o nível do ataque, mas diminuiria o de recepção, o que tornaria difícil o jogo dos centrais e, consequentemente, levaria à perda da variedade de ataque.
As áreas ocupadas pelos jogadores desta função são a posição 4 (quando o jogador está na zona de ataque) e a 6 (no fundo de quadra). Antes da introdução da posição do líbero, o ponta passador ficava na posição 5 e o central realizava um ataque de tempo-atrás na posição 6. Uma vez que o líbero não pode atacar, quando foi introduzido nas regras do jogo, quase todas as equipes passaram manter o líbero na zona 5 e o ponta-passador na zona 6 para manter o ataque de tempo-atrás.
Velocidade, peso e potência são os componentes físicos necessários para um ponta.

## Complexidade da posição
Para ser um ponta deve se mostrar vontade de executar esta função, atacando seja com força ou com inteligência. Deve sempre existir a intenção de se estabelecer um "domínio" sobre a defesa adversária. Por exemplo, se o bloqueio adversário é muito alto, o ponta deve saber utilizar esta situação à seu favor: olhar se não há espaços, procurar uma mão para explorar, recordando-se sempre de que um bloqueio tem mais chances de errar do que marcar um ponto, por mais intimidador que pareça ser. O ponta nunca deve aceitar que o bloqueio possa dominá-lo quando do confronto entre ambos.
Um ataque não é uma ação de uma única dimensão, mas é um processo mental que parte de um predisposição mental. Entre o bloqueio e o ponta existe uma força de vontade. Nela, este último geralmente ganha (por exemplo, quando o ponta ataca na paralela girando o corpo para a diagonal). O ponta que possui um bom controle do movimento do pulso pode usá-lo até o último momento estando em vantagem em relação ao bloqueio adversário.
Para obter tudo isso é essencial o controle e isso exige uma execução perfeita da função, especialmente no que se refere aos dois últimos passos e à "fase de voo". O ponta deve ser capaz de acertar a bola nas diferentes fases da sua trajetória de voo (isso é chamado "tempo de suspensão") e ter a capacidade de padronizar a fase de voo para dispor da melhor estrutura temporal para o contato com a bola.